# The Boy Is Mine
A The Boy Is Mine című album Monica amerikai énekesnő második albuma. 1998-ban jelent meg, a legtöbb dal producere Dallas Austin volt, másoké Rodney Jerkins és Jermaine Dupri. Az album meghozta Monicának a világhírnevet, több Grammy-jelölést kapott és több mint hétmillió eladott példánnyal Monica legtöbb példányban elkelt lemeze.

## Felvételek
Első, Miss Thang című albuma sikere után Monica 1997-ben kezdett dolgozni akkor még cím nélküli második albumán Dallas Austinnal, aki az első album producere is volt. Austin közreműködött a legtöbb dalban és az album executive producere is volt. Monica többek között dolgozott még Jermaine Dupri, Rodney Jerkins és Daryl Simmons producerekkel is. Az új dalok mellett felkerült az albumra a For You I Will című dal is, ami a megelőző évben a Space Jam című film betétdala volt.
Az albumon három feldolgozás is szerepel: a Misty Blue-t Bobby Montgomery írta, és többek közt Ella Fitzgerald és Sheena Easton is énekelte, legnagyobb sikerét Dorothy Moore előadásában aratta 1976-ban; a Right Here Waiting Richard Marx dala, amit 1989-ben adtak ki először, az Angel of Mine pedig az Eternal lányegyüttes előadásában jelent meg alig egy évvel korábban.

## Fogadtatása
A kritikusok főként az album balladáinak klasszikus hangzását, valamint Monica előadásmódját és tiszta hangját dicsérték. Az album világszerte sikert aratott. Az Egyesült Államokban a Billboard 200 nyolcadik, a Billboard Top R&B/Hip-Hop albumslágerlista második helyén nyitott, a megjelenés utáni első héten 92 935, a kilencedik hét végéig majdnem 526 000 példány kelt el belőle. Az album végül az USA-ban több mint hárommillió példányban kelt el, így háromszoros platinalemez minősítést kapott a RIAA-tól. Az USA-n kívül Franciaországban, Kanadában és Svájcban is az első tízbe került a slágerlistán, és az első húszba a legtöbb országban, ahol megjelent. Ázsiában ez lett az egyik első R&B-album, amiről több sláger is született. Ausztriában a The Boy Is Mine, a The First Night és az Angel of Mine című dal is listavezető lett.
A The Boy Is Mine-t több díjra is jelölték a 41. Grammy-díjkiosztón, köztük az év legjobb R&B-albuma kategóriában, valamint a címadó dalért az év felvétele, az év legjobb R&B-dala és a legjobb R&B-előadás duótól vagy csapattól kategóriában; utóbbit el is nyerte. Az album ezenkívül elnyert több Billboard Music Awardot és jelölést kapott többAmerican Music Awardra, MTV Awardra és Soul Train Awardsra.
A The Boy Is Mine dal az 1990-es évek egyik legnagyobb slágere lett, tizenhárom hétig vezette az amerikai és tizenöt hétig a kanadai slágerlistát, előbbin ez tette az egyik legnagyobb ugrást az első helyre a lista történetében. A kislemez kétmillió példányban kelt el.
A második kislemez, a The First Night Monica második listavezető száma lett az amerikai Billboard Hot 100-on, öt nem egymást követő hétig vezette a listát. Kanadában és az Egyesült Királyságban a top 10-be került. A harmadik kislemez, az 1999-ben megjelent Angel of Mine szintén a Billboard Hot 100 élére került februárban. A negyedik, az Inside nem jelent meg Észak-Amerikában; az ötödik, a Street Symphony az 50. helyig jutott a Billboard Hot R&B/Hip-Hop Singles & Tracks slágerlistáján. A hatodik, utolsó kislemez, a Right Here Waiting csak korlátozott példányszámban, bakelitlemezen jelent meg, és videóklip sem készült hozzá.

## Számlista
| #               | Cím                               | Szerzők                                                                         | Hossz |
| --------------- | --------------------------------- | ------------------------------------------------------------------------------- | ----- |
| 1.              | Street Symphony                   | Dallas Austin                                                                   | 5:36  |
| 2.              | The Boy Is Mine (duett Brandyvel) | Rodney Jerkins, Brandy Norwood, LaShawn Daniels, Fred Jerkins III, Japhe Tejeda | 4:50  |
| 3.              | Ring da Bell                      | Dallas Austin                                                                   | 4:23  |
| 4.              | The First Night                   | Jermaine Dupri, Tamara Savage, Marilyn McLeod, Pam Sawyer                       | 3:55  |
| 5.              | Misty Blue                        | Bobby Montgomery                                                                | 4:21  |
| 6.              | Angel of Mine                     | Travon Potts, Rhett Lawrence                                                    | 4:10  |
| 7.              | Gone Be Fine (feat. OutKast)      | Dallas Austin                                                                   | 4:17  |
| 8.              | Inside                            | Diane Warren                                                                    | 4:11  |
| 9.              | Take Him Back                     | Dallas Austin, Sting                                                            | 4:27  |
| 10.             | Right Here Waiting (feat. 112)    | Richard Marx, David Cole                                                        | 4:29  |
| 11.             | ‘Cross the Room                   | Dallas Austin, Debra Killings, Bill Curtis                                      | 3:51  |
| 12.             | I Keep It to Myself               | Marti Sharron, Danny Sembello                                                   | 4:25  |
| 13.             | For You I Will                    | Diane Warren                                                                    | 4:54  |
| Special Edition |                                   |                                                                                 |       |
| 14.             | The First Night (So So Def Mix)   |                                                                                 | 5:23  |
| 15.             | The First Night (Razor N. Mix)    |                                                                                 | 4:47  |

## Kislemezek
- The Boy Is Mine (1998. május 19.)
- The First Night (1998. július 24.)
- Angel of Mine (1999. január 19.)
- Inside (1999. március 1.)
- Street Symphony (1999. szeptember 14.)
- Right Here Waiting (2000. február 27.)

## Helyezések
| Slágerlista (1998)                   | Adatok forrása                     | Legfelső helyezés | Minősítés       | Eladott példányszám |
| ------------------------------------ | ---------------------------------- | ----------------- | --------------- | ------------------- |
| USA Billboard 200                    | Billboard                          | 8                 | 3× platinalemez | 3 000 000+          |
| USA Billboard Top R&B/Hip-Hop Albums | Billboard                          | 2                 | 3× platinalemez | 3 000 000+          |
| Brit albumslágerlista                | BPI/The Official UK Charts Company | 33                | Aranylemez      | 100 000+            |
| Francia albumslágerlista             | SNEP/IFOP                          | 20                |                 |                     |
| Holland albumslágerlista             | MegaCharts                         | 13                |                 |                     |
| Kanadai albumslágerlista             | CRIA/Nielsen SoundScan             | 10                | 3× platinalemez | 300 000+            |
| Német albumslágerlista               | Media Control                      | 34                |                 |                     |
| Osztrák albumslágerlista             | Media Control                      | 28                |                 |                     |
| Svájci albumslágerlista              | Media Control                      | 19                |                 |                     |
| Svéd albumslágerlista                | GLF                                | 49                |                 |                     |
| Új-zélandi albumslágerlista          | RIANZ                              | 17                | Aranylemez      | 10 000+             |

## Inside
Az Inside Monica negyedik kislemeze második, The Boy Is Mine című stúdióalbumáról. A kislemez csak az Egyesült Államokon kívül jelent meg. A dal videóklipjét Earle Sebastian rendezte és csak Európában játszották.

### Számlista
CD kislemez (Egyesült Királyság, promó)
1. Inside (Album version) – 4:11
2. Inside (Masters at Work Remix Radio Edit) – 4:15
3. Inside (Masters at Work Remix) – 8:17

Masters at Work Remixes CD kislemez (Egyesült Királyság)
1. Inside (Masters at Work Remix Radio Edit) – 3:53
2. Inside (Masters at Work Dub) – 8:16
3. Inside (Masters at Work Dub Intro Vocal Mix) – 7:09

Masters at Work Remixes 12" kislemez (Európa)
1. Inside (Masters at Work Remix) – 8:16
2. Inside (Masters at Work Vox Dub) – 3:55
3. Inside (Masters at Work Dub) – 8:16
4. Inside (Album version) – 4:11

Masters at Work Remixes 2×12" kislemez (Egyesült Királyság)
1. Inside (MAW Vocal Mix) – 8:16
2. Inside (MAW Dub) – 8:16
3. Inside (MAW Vocal Mix Dub Intro) – 8:16
4. Inside (Vox Dub) – 3:55
5. Inside (Bonus Beats) – 4:05